# Mr. Big
Mr. Big es una banda estadounidense de hard rock formada en la ciudad de Los Ángeles en 1988. En la actualidad está integrada por Eric Martin (voz), Paul Gilbert (guitarra), Billy Sheehan (bajo) y Nick D'Virgilio  (batería). El guitarrista Richie Kotzen formó parte de la agrupación para el lanzamiento de los álbumes Get Over It (1999) y Actual Size (2001), reemplazando a Paul Gilbert. Pat Torpey, baterista y miembro fundador de la banda, falleció el 7 de febrero de 2018 y fue reemplazado por Matt Starr.
A pesar de caracterizarse por un sonido áspero, su repertorio cuenta con baladas y canciones con diversos estilos musicales. Entre sus éxitos a nivel comercial se encuentran las canciones "To Be with You", "Green-tinted Sixties Mind", "Collorado Bulldog", "Addicted To That Rush", "Wild World", "Shine" y "Daddy, Brother, Lover, Little Boy" Desde su fecha de fundación, la banda se ha mantenido en actividad interrumpida debido a altercados internos. Tras tomarse un descanso de casi siete años, Mr. Big volvió a los escenarios con un reencuentro de sus miembros originales en 2010 para la publicación del álbum What If...
La banda tomó su nombre de la canción "Mr. Big" de la agrupación británica Free, de la cual finalmente realizaron una versión en su álbum de 1993, Bump Ahead.

## Historia

### Formación
Después de abandonar a David Lee Roth en 1988, el bajista Billy Sheehan empezó a conformar una nueva banda con la ayuda de Mike Varney de Shrapnel Records (un sello especializado en el género shred). Reclutó al vocalista Eric Martin y, poco después, al guitarrista Paul Gilbert y al baterista Pat Torpey. Posteriormente contrataron a Herbie Herbert como representante, quien ya había trabajado para Journey, Europe y Santana.

### Etapa con Paul Gilbert (1989—1997)
En 1989 la agrupación firmó un contrato con Atlantic Records y publicó su disco debut homónimo. El álbum no despertó mayor interés en su país de origen, aunque fue un éxito en Japón. En junio de 1990, fueron teloneros de la banda canadiense Rush en su gira por América.
Publicaron su segundo trabajo discográfico titulado Lean into It en 1991. El álbum fue un éxito comercial, en especial por las baladas "To Be with You" (canción que alcanzó el puesto n.º 1 en las listas de quince países diferentes) y "Just Take My Heart". La banda realizó una gira por el Reino Unido en abril y mayo de 1991. Su presentación del 28 de marzo de 1992 en el teatro Warfield de San Francisco fue registrada en el álbum en vivo Mr. Big Live. Por tres noches, abren los conciertos de Aerosmith en el Wembley Arena de Londres.
Su versión de la canción "Wild World" de Cat Stevens, incluida en su tercer álbum, Bump Ahead de 1993, alcanzó el puesto n.º 27 en la lista de éxitos Billboard Hot 100. Hey Man, cuarta producción de estudio, es publicada en 1996. La canción "Take Cover" formó parte de la banda sonora de la serie de dibujos animados Mega Man. Su éxito en el mercado japonés quedó documentado en los álbumes en vivo Raw Like Sushi, Raw Like Sushi II, Japandemonium: Raw Like Sushi 3 y Live at Budokan.
La banda se disuelve en 1997, cuando Paul Gilbert la abandona para dedicarse a su carrera solista y reformar su agrupación original,
Racer X.

### Etapa con Richie Kotzen (1999—2002)
En 1999, Mr. Big vuelve a los escenarios con el guitarrista Richie Kotzen (otro artista de Shrapnel Records y eventual miembro de Poison). La banda publica Get Over It en el año 2000. La canción "Superfantastic" se convirtió en un gran éxito en tierras japonesas. Al año siguiente, publican Actual Size. El primer sencillo "Shine" fue utilizado en la serie animada Hellsing.
La tensión entre Billy Sheehan y el resto de la banda deviene en una segunda ruptura en el año 2002.

### Reunión yWhat If...(2009—2011)
El 2009 encuentra a los miembros originales de Mr. Big otra vez juntos celebrando el aniversario número veinte de la edición de su primer álbum. Publicaron el disco en vivo Back to Budokan que incluye dos nuevas canciones, "Next Time Around" y "Hold Your Head Up". En Japón sale al mercado una recopilación de sus mejores canciones, incluyendo también los mencionados nuevos temas, titulado Next Time Around: The Best of Mr. Big.
A mediados del año 2010, aproximadamente nueve años después de su último disco de estudio, la banda anunció el lanzamiento de un nuevo álbum titulado What If... para enero en Europa y mediados de febrero en Norteamérica. El nuevo disco fue producido por Kevin Shirley (Rush, Aerosmith, Iron Maiden) y publicado por la discográfica Frontiers Records, terminando una extensa colaboración de la banda con Atlantic Records.

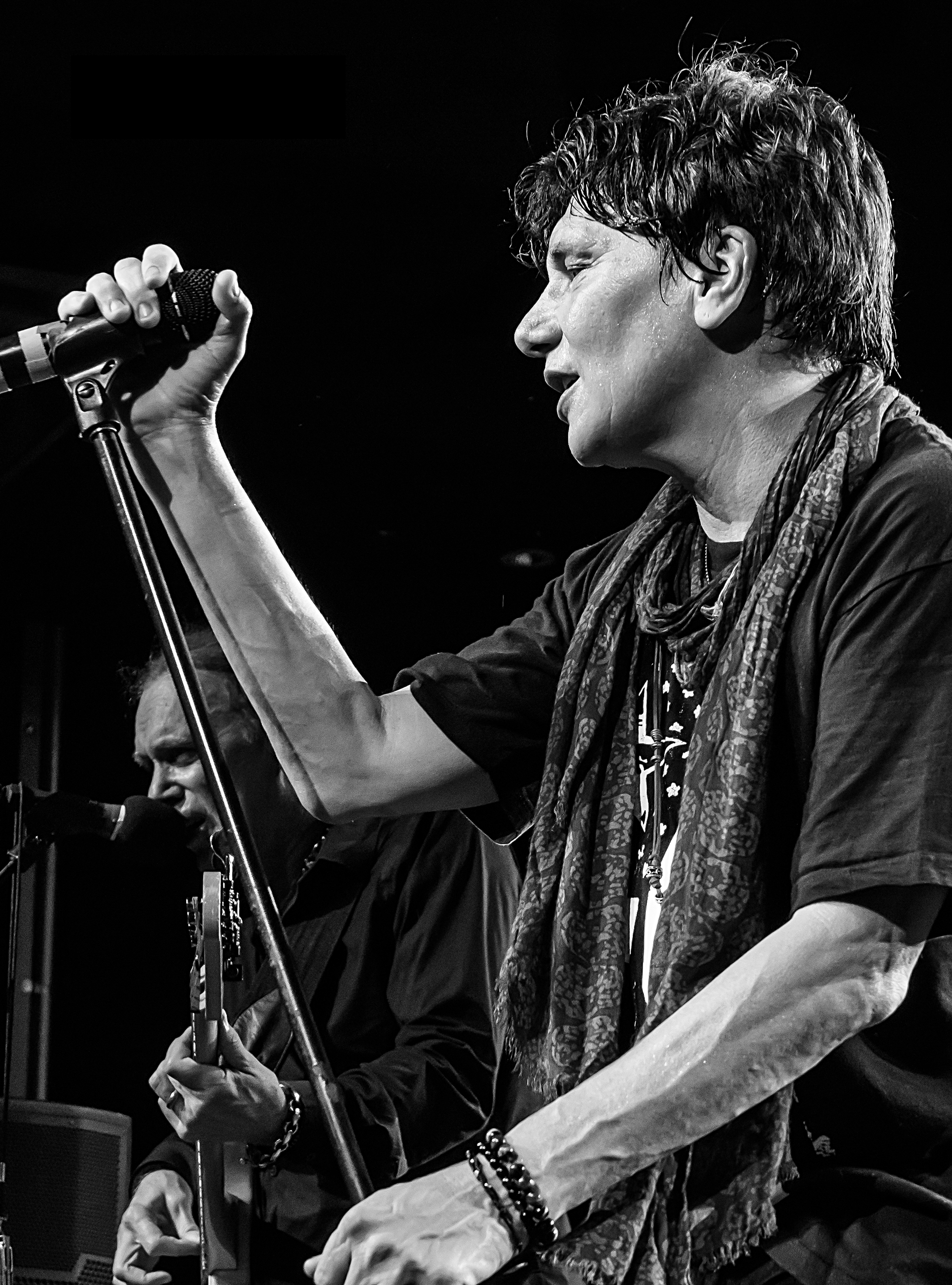
Billy Sheehan y Eric Martin tocando en una gira en el 2016.

### The Stories We Could TellyDefying Gravity(2014—presente)
Mr. Big lanzó su octavo álbum de estudio, ...The Stories We Could Tell, el 30 de septiembre de 2014 a través de Frontiers Records. El disco fue producido por Pat Regan.  Pat Torpey no pudo tocar en este disco, debido a que le diagnosticaron la enfermedad de Parkinson. La banda confirmó que Matt Starr, baterista con créditos en las bandas de Ace Frehley, Joe Lynn Turner y Dizzy Reed sería el reemplazo de Torpey.
El álbum Defying Gravity fue grabado en Los Ángeles en seis días y publicado el 21 de julio de 2017. Matt Starr grabó la batería en el disco y Pat Torpey apareció en los créditos como "productor de batería".
El 7 de febrero de 2018, Pat Torpey falleció por complicaciones de su enfermedad de Parkinson a la edad de 64 años.

## Miembros

### Miembros Actuales
- Eric Martin - Voz principal (1988 - 1997, 1999 - 2002, 2009 -presente)
- Billy Sheehan - Bajo y voces (1988 - 1997, 1999 - 2001, 2009 -presente)
- Paul Gilbert - Guitarra (1988 - 1997, 2009 -presente)
- Matt Starr - Percusión y voces  (2014 - presente)

### Miembros anteriores
- Richie Kotzen - Guitarra y voces (1999 - 2002)
- Pat Torpey - Batería (1988 - 1997, 1999 - 2002, 2009 - 2018) (fallecido en 2018).

## Discografía

### Estudio
- Mr. Big (1989)
- Lean into It (1991)
- Bump Ahead (1993)
- Hey Man (1996)
- Get Over It (1999)
- Actual Size (2001)
- What If... (2011)
- ...The Stories We Could Tell (2014)
- Defying Gravity (2017)
- Ten (2024)